# Генерал армии (Польша)
Генерал армии (пол. Generał armii) — в периоды с 1951 по 1958 и с 1973 по 2002 г. второе по старшинству после маршала высшее воинское звание в Войске Польском и Вооружённых силах Польши.

## История
Звание генерала армии было введено 19 апреля 1951 года. Назначения производил президент по представлению министра обороны «за исключительные заслуги для Вооруженных сил Народной Польши».
9 января 1958 года на волне октябрьской оттепели 1956 года и кадровых изменений (в том числе увольнения с руководящих постов советских офицеров) звание генерала армии отменили. 28 сентября 1973 года оно было вновь возвращено; назначения производил Государственный совет ПНР.
9 декабря 1991 года после системных преобразований присвоение звания было прекращено, однако офицеры, получившие звание генерала армии ранее, его сохранили.
1 января 2002 года окончательно отменено в связи с введением звания «генерал».

## Список генералов армии
1. 12 августа 1955 — Станислав Гилярович Поплавский (1902—1973)
2. 29 сентября 1973 — Войцех Ярузельский (1923—2014)
3. 12 октября 1984 — Флориан Сивицкий (1925—2013)